# Хотеевская волость
Хоте́евская волость — административно-территориальная единица в составе Дмитровского уезда Орловской губернии.
Административный центр — село Хотеево.

## История
Волость была образована в ходе реформы 1861 года. Располагалась в западной части уезда, была одной из наименьших по площади волостей.
В 1880-е годы к Хотеевской волости была присоединена часть упразднённой Турищевской волости.
В ходе укрупнения волостей, 10 ноября 1923 года Хотеевская волость была расформирована, а её территория вошла в состав Глодневской волости.
Ныне вся территория бывшей Хотеевской волости находится в составе Брасовского района Брянской области.

## Состав волости
После расформирования Турищевской волости, в состав Хотеевской волости входило 10 населённых пунктов: Хотеево, Кретово (Вознесенское), Балымово, Турищево, Ждановка, Верхний Городец, Нижний Городец, Андрынки, Чаянка, Вынчебесы.